# Carolyn Seymour
Carolyn Seymour, pseudonimo di Carolyn von Benckendorf (Aylesbury, 1º ottobre 1947), è un'attrice britannica.

## Biografia
Carolyn von Benckendorf nasce nel Buckinghamshire da padre di nazionalità estone e di origini russe e da madre di origini irlandesi. Uno dei suoi primi ruoli in televisione è quello di Jenny nella serie televisiva drammatica della BBC Take Three Girls, mentre una delle sue prime interpretazioni cinematografiche è quella nel ruolo di Zita nel film Porca vacca mi hai rotto... (1972) al fianco di Harry H. Corbett e Wilfrid Brambell. Il suo ruolo cinematografico più celebre è quello di Grace Gurney in La classe dirigente (1972), al fianco di Peter O'Toole.
Nel 1975 interpreta Abby Grant, scampata alla morte dopo essere stata infettata da un virus altamente letale e uno dei tre protagonisti della serie di fantascienza britannica I sopravvissuti, che però abbandona dopo la prima stagione in seguito a disaccordi con i produttori sulla direzione che intendevano dare alla serie e al suo personaggio. Nella stagione successiva il personaggio di Abby Grant viene nominato, scoprendo che si è recata a Londra sulle tracce del figlio Peter, dove però è successivamente scomparsa venendo data per dispersa.
Nel 1977 prende parte alla seconda stagione della serie di fantascienza Spazio 1999, interpretando Eva Lewis nell'episodio Tora. Nel 1979 è al fianco di Joan Collins nel film The Bitch (1979).
Successivamente si trasferisce negli Stati Uniti, abbandonando momentaneamente il cinema per concentrarsi maggiormente sulla carriera televisiva, prendendo parte per lo più a episodi singoli di numerose serie televisive come Cuore e batticuore, Casa Keaton, New York New York, Mai dire sì, Magnum, P.I., Ai confini della realtà, La signora in giallo, e a film per la televisione come Modesty Blaise (1982).
Nel 1989 entra a far parte del franchise di fantascienza di Star Trek interpretando tre diversi personaggi in altrettanti episodi della serie Star Trek: The Next Generation, rispettivamente: la Romulana subcomandante Taris nell'episodio Contagio (1989); la Malcoriana Mirasta Yale nell'episodio Primo contatto (1991); la Romulana comandante Toreth nell'episodio il volto del nemico (1993). Ritorna in seguito nel franchise impersonando il personaggio olografico di Mrs. Templeton in un racconto del ponte ologrammi del capitano Kathryn Janeway, in due episodi della successiva serie Star Trek: Voyager, e precisamente Intruso a bordo e Visioni mentali, entrambi del 1995.
Tra il 1989 e il 1993 interpreta inoltre due personaggi, Priscilla Stoltz e il personaggio ricorrente di Zoey, nella serie di fantascienza In viaggio nel tempo (Quantum Leap), al fianco di Scott Bakula e Dean Stockwell.
Dalla fine degli anni novanta è attiva soprattutto come doppiatrice di videogiochi, prestando la voce a numerosi videogiochi del franchise di Star Wars e delle serie Gears of War e Mass Effect. Ha inoltre preso parte a radiodrammi del L.A. Theatre Works e del Hollywood Theater of the Ear, oltre ad audiolibri narrati.
Dal giugno 2014 riprende il ruolo di Abby Grant nella serie di 14 audiolibri Survivors della Big Finish Productions, basata sulla serie originale e sul libro di Terry Nation tratto da essa e interpretata dagli attori della serie: oltre alla Seymour vi figurano infatti anche Ian McCulloch e Lucy Fleming. Carolyn Seymour ha inoltre interpretato diversi altri ruoli per la compagnia e nell'aprile 2021 viene pubblicata un'intervista retrospettiva all'attrice condotta da Toby Hadoke e intitolata Carolyn Seymour in conversation. Dal 2014 presta la voce a Bierce nel videogioco Dark Deception.

## Vita privata
Dal 1973 al 1984 è stata sposata con il regista ungherese naturalizzato britannico Peter Medak, con il quale ha avuto due figli.
Dal 2011 vive a Chalais, nel dipartimento della Charente, in Francia.

## Filmografia parziale

### Attrice

#### Cinema
- Morte di un professore (Unman, Wittering and Zigo), regia di John Mackenzie (1971)
- Sequestro pericoloso (Gumshoe), regia di Stephen Frears (1971)
- Porca vacca mi hai rotto... (Steptoe & Son), regia di Cliff Owen (1972)
- La classe dirigente (The Ruling Class), regia di Peter Medak (1972)
- Operazione cane giallo (Yellow Dog), regia di Terence Donovan (1973)
- Uppdraget, regia di Mats Arehn (1977)
- The Odd Job, regia di Peter Medak (1978)
- The Bitch, regia di Gerry O'Hara (1979)
- Il lenzuolo viola (Bad Timing). regia di Nicolas Roeg (1980) - scene cancellate
- Zorro mezzo e mezzo (Zorro, the Gay Blade), regia di Peter Medak (1981)
- Mister mamma (Mr. Mom), regia di Stan Dragoti (1983)
- Midnight Cabaret, regia di Pece Dingo (1990)
- Mortal Kombat - Distruzione totale (Mortal Kombat: Annihilation), regia di John R. Leonetti (1995)
- Congo, regia di Frank Marshall (1995)
- Fuoco sulla città (Ablaze), regia di Jim Wynorski (2001)

#### Televisione
- Take Three Girls - serie TV, 12 episodi (1971)
- ITV Saturday Night Theatre - serie TV, episodi 4x10-5x32 (1971-1973)
- ITV Playhouse - serie TV, episodio 5x08 (1972)
- Justice - serie TV, episodio 3x07 (1974)
- The Prodigal Daughter, regia di Alastair Reid - film TV (1975)
- Edward the Seventh, regia di John Gorrie - miniserie TV, episodi 1x09-1x10 (1975)
- I sopravvissuti (Survivors) - serie TV, 13 episodi (1975)
- Spazio 1999 (Space: 1999) - serie TV, episodio 2x20 (1977)
- Il ritorno di Simon Templar (Return of the Saint) - serie TV, episodio 1x09 (1978)
- Hazell - serie TV, episodio 2x05 (1979)
- La padrona di Paradise (Mistress of Paradise), regia di Peter Medak - film TV (1981)
- Cuore e batticuore (Hart to Hart) - serie TV, episodio 3x19 (1982)
- Devlin & Devlin (The Devlin Connection) - serie TV, episodio 1x03 (1982)
- Modesty Blaise, regia di Reza Badiyi - film TV (1982)
- Ralph supermaxieroe (The Greatest American Hero) - serie TV, episodio 3x06 (1983)
- The Return of the Man from U.N.C.L.E.: The Fifteen Years Later Affair, regia di Ray Austin - film TV (1983)
- L'ultimo dei ninja, regia di William A. Graham - film TV (1983)
- Casa Keaton (Family Ties) - serie TV, episodio 2x07 (1983)
- Sulle orme del dragone (Girls of the White Orchid), regia di Jonathan Kaplan - film TV (1983)
- New York New York (Cagney & Lacey) - serie TV, episodi 2x16-3x05 (1983-1984)
- Mai dire sì (Remington Steele) - serie TV, episodio 2x14 (1984)
- Masquerade - serie TV, episodio 1x10 (1984)
- Tuono blu (Blue Thunder) - serie TV, episodio 1x11 (1984)
- Magnum, P.I. - serie TV, episodi 5x01-5x02-5x17 (1984-1985)
- Dimensione Alfa (Otherworld) - serie TV, episodio 1x08 (1985)
- Alfred Hitchcock presenta (Alfred Hitchcock Presents) - serie TV, episodio 1x03 (1985)
- Ai confini della realtà (The Twilight Zone) - serie TV, episodio 1x13 (1985)
- George Burns Comedy Week - serie TV, episodio 1x12 (1985)
- Project Condor (Condor), regia di Virgil W. Vogel - film TV (1985)
- Un salto nel buio (Tales from the Darkside) - serie TV, episodi 2x09-2x14 (1985-1986)
- Adam's Apple, regia di James Frawley - film TV (1986)
- Matlock - serie TV, episodi 1x04-2x20-3x13 (1986-1989)
- Una povera ragazza ricca - La storia di Barbara Hutton (Poor Little Rich Girl: The Barbara Hutton Story), regia di Charles Jarrott - film TV (1987)
- La signora in giallo (Murder, She Wrote) - serie TV, episodi 4x06-6x18-11x20 (1987-1995)
- Ohara - serie TV, episodio 2x18 (1988)
- CBS Summer Playhouse - serie TV, episodio 2x03 (1988)
- Murphy's Law - serie TV, episodio 1x02 (1988)
- Living Dolls - serie TV, episodio 1x05 (1989)
- Snoops - serie TV, episodio 1x07 (1989)
- Star Trek: The Next Generation - serie TV, episodi 2x11-4x15-6x14 (1989-1993)
- In viaggio nel tempo (Quantum Leap) - serie TV, 4 episodi (1989-1993)
- Blue Bayou, regia di Karen Arthur - film TV (1990)
- I casi di Rosie O'Neill (The Trials of Rosie O'Neill) - serie TV, episodio 1x02 (1990)
- Le inchieste di Padre Dowling (Father Dowling Mysteries) - serie TV, episodio 3x02 (1990)
- Over My Dead Body - serie TV, episodi 1x01 - 1x09 - 1x10 (1990-1991)
- Flash - serie TV, episodio 1x18 (1991)
- Star Trek: Voyager - serie TV, episodi 1x13-2x08 (1995)

### Doppiatrice

#### Videogiochi
- Episodio I - La minaccia fantasma (1999) - Shmi Skywalker / Concerned Mother / TC-14
- Star Wars Jedi Knight II: Jedi Outcast (2002) - Mon Mothma
- Star Wars: Knights of the Old Republic (2003) - Ammiraglio Forn Dodonna
- Gears of War (2006) - Myrrah
- Mass Effect (2007) - Karin Chakwas
- Gears of War 2 (2008) - Myrrah
- Mass Effect 2 (2010) - Karin Chakwas
- Gears of War 3 (2011) - Myrrah
- Mass Effect 3 (2012) - Karin Chakwas
- Gears 5 (2019) - Myrrah